# Сухоруков, Василий Дмитриевич
Василий Дмитриевич Сухоруков (Сухорукой) (1795—1841) — российский историк, статистик, офицер, участник Русско-турецкой войны 1828—1829 годов.

## Биография
Василий Сухоруков родился в 1795 году, происходил из обер-офицерских детей. Среднее образование получил в Новочеркасской гимназии, курс которой окончил в 1812 году, затем поступил в Харьковский университет, который окончил в 1815 году.
После университета был зачислен в войсковую канцелярию Донской области, в 1816 году произведён в хорунжие и до 1821 года служил в разных войсковых учреждениях. Когда при комитете об устройстве Войска Донского после назначения председателем его графа А. И. Чернышёва, возникла мысль составить историю донских казаков, то Сухорукову поручено было собирание материалов и составление как исторического, так и статистического описания земли Войска Донского. Исполняя это поручение, он в 1821 году объехал все станицы Хопёрского, Донецкого, Усть-Медведицкого, 2-го Донского и отчасти 1-го Донского округов, а также рассмотрел архив бывшей крепости Новохопёрска. В январе 1822 году он вместе с Чернышёвым поехал в Санкт-Петербург для представления своих работ.
В столице на него возложено было исполнение поручений по собственной канцелярии Чернышёва. В том же году его зачислили в Казачий лейб-гвардии полк с производством в корнеты, а в 1823 году он был произведён был в поручики.
Являлся членом Вольного общества любителей российской словесности: с 17 декабря 1823 года — сотрудник, с 1824 — действительный член. В работах Сухорукову активно помогал П. М. Строев, который приглашён был для разработки материала по истории донских казаков, хранившегося в Московском архиве иностранной коллегии.
В. Д. Сухоруков подозревался А. И. Чернышевым в принадлежности к Северного общества, из-за чего он был выслан на Дон под присмотр председателя Комиссии для размежевания земель генерал-майора И. Ф. Богдановича и для окончания исторического и статистического описания земли Войска Донского. Там Сухоруков принимал также участие в составлении «Положения об управлении Войском Донским». По показаниям декабристов К. Ф. Рылеева и А. А. Бестужева, знал о существовании Северного общества и его планах. Подвергался расследованию в заочном порядке, по результатам которого 13 марта 1826 года было высочайше повелено оставить его на Дону, не отправляя в лейб-гвардии Казачий полк, иметь за ним бдительный надзор и ежемесячно доносить о поведении. В 1827 году за связь с К. Ф. Рылеевым, А. А. Бестужевым и другими декабристами В. Д. Сухоруков был командирован на Кавказ сотником, причём составление истории донских казаков было изъято из его ведения и передано другим лицам.
Труды Сухорукова послужили главным материалом для издания уже после его смерти «Исторического и статистического описания земли Войска Донского» (Новочеркасск, 1869; изд. 2-е, 1903). Также на основании его работ В. Б. Броневским в 1835 году была составлена «История Войска Донского».
Во время пребывания своего на Кавказе Василий Дмитриевич Сухоруков отличился в Русско-турецкой войне.
В 1830 году его, по распоряжению графа Чернышёва, тогда уже военного министра, перевели в Финляндию, но через год он уволен был на Дон.
В 1834 году В. Д Сухоруков снова был определён на Кавказ, с 1835 года жил в Пятигорске, а в 1839 году уволен в отставку и поселился в Новочеркасске.
Василий Дмитриевич Сухоруков умер 13 (25) августа 1841 года в Новочеркасске.
Собранные материалы сам Сухоруков использовал только для статьи «Общежитие донских казаков в ХVІІ и XVIII столетиях», помещённой в «Русской старине» писателя А. О. Корниловича за 1825 год. Большой популярностью в области Войска Донского он пользовался благодаря стихотворению «Ответ Дона», написанному им в ответ на стихи графини Растопчиной «К Дону». Стихотворение это первоначально распространено было в рукописном виде и впервые напечатано в «Русской старине» за 1871 год (т. 3, № 2, стр. 238). Уже после смерти Сухорукова, были напечатаны две его статьи: «Записки о достопримечательностях в Донской области» («Донские Войсковые Ведомости», 1865 г., № 34 и 35) и «Критический разбор Истории Войска Донского Вл. Броневского» («Донской Вестник», 1867 г., № 27—29).